# Фенхель обыкновенный
Фе́нхель обыкнове́нный (лат. Foenículum vulgáre) — одно-, дву- или многолетнее растение, вид рода Фенхель (Foeniculum) семейства Зонтичные (Apiaceae).
Народные названия растения — укроп аптечный, укроп волошский.

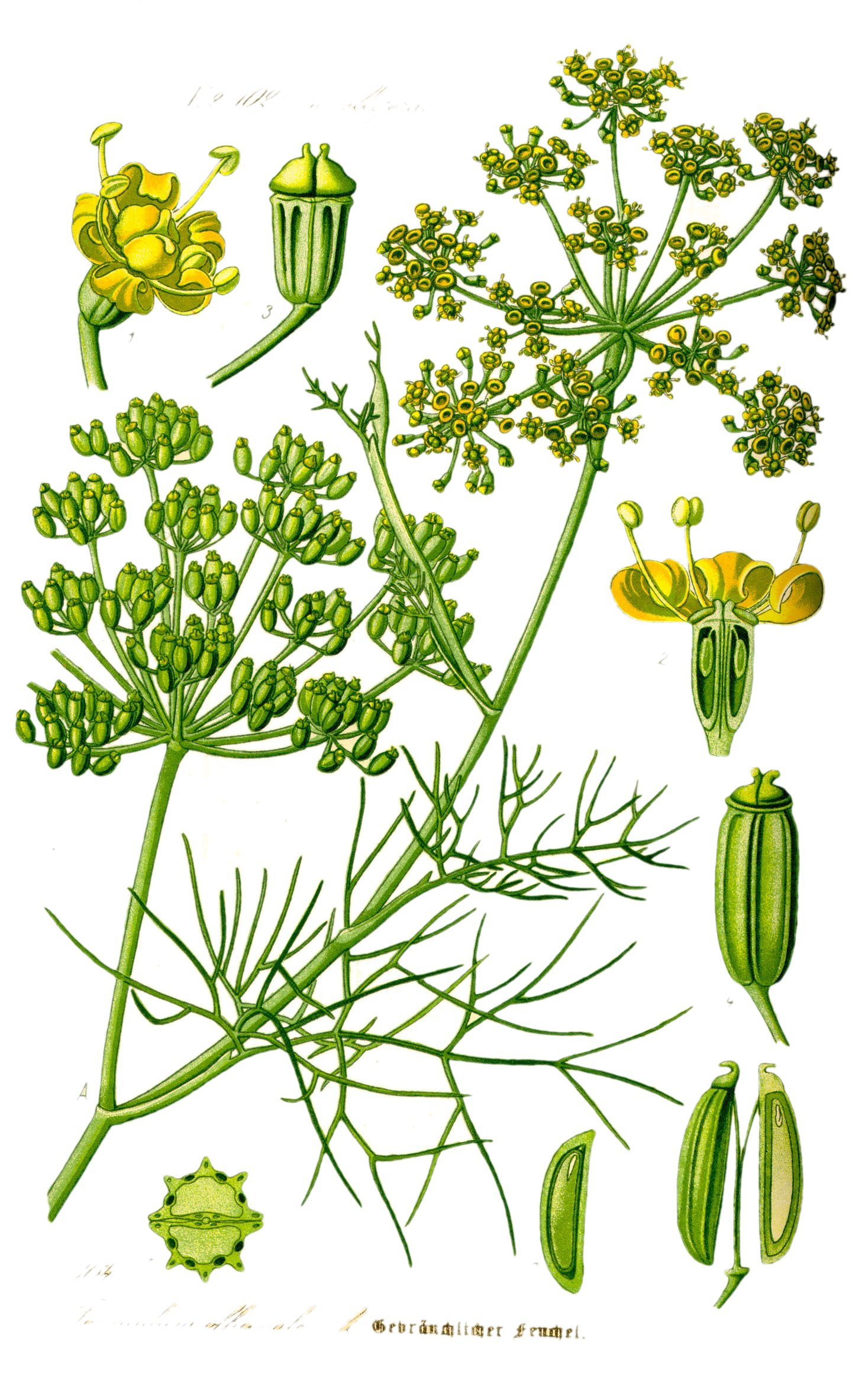
Фенхель обыкновенный.

## Ботаническое описание
Корень веретенообразный, мясистый, морщинистый, толщиной 1 см, наверху ветвистый, многоглавый.
Стебель высотой до 90—200 см, прямой, округлый, тонкоребристый, сильно ветвистый. Всё растение с голубоватым налётом.
Листья очерёдные, трижды-, четырежды-перисторассечёные, яйцевидно-треугольные, доли последнего порядка линейно-нитевидные или линейно-шиловидные. Нижние на черешках, верхние сидячие на расширенном влагалище. Влагалище длиной 3—6 см, узко-продолговатые, к верхушке несколько расширенные.
Соцветия — двойные зонтики с 3—20 лучами, в поперечнике 3—15 см. Цветки пятичленные. Лепестки широкояйцевидные, жёлтые, длиной и шириной около 1 мм.
Плод — зеленовато-бурый вислоплодник, яйцевидно-продолговатый, длиной 5—10 мм, шириной 2—3 мм, голый, распадающийся на два полуплодика (мерикарпия), сладкий на вкус, напоминает анис.
Цветёт в июле — августе, плодоносит в сентябре.

## Распространение и среда обитания
В диком виде произрастает в Северной Африке (Алжир, Египет, Ливия, Марокко, Тунис), Западной (Италия, Франция, Англия, Испания, Португалия) и Юго-Восточной Европе (Албания, Югославия, Болгария, Греция), Центральной и Западной Азии, Новой Зеландии, Северной, Центральной и Южной Америке.
В России встречается в степных районах Кавказа.
Произрастает на сухих каменистых склонах, по канавам, травянистым местам, а также около дорог и жилья, на сорных местах.
Культивируется во многих странах. В России основной район культуры — средняя полоса европейской части, Краснодарский край, Ростовская область.

## Химический состав
В растении высоко содержание эфирных масел. В плодах их содержится до 6,5 %, а в листьях — до 0,5 %. У фенхелевого эфирного масла характерный аромат и пряно-сладковатый вкус. В состав его входят: анетол, фенхон, метилхавикол, α-пинен, α-фелландрен, цинеол, лимонен, терпинолен, цитраль, борнилацетат, камфора и другие вещества. Плоды содержат также до 12—18 % жирных масел, состоящих из петрозелиновой (60 %), олеиновой (22), линолевой (14) и пальмитоновой (4 %) кислот.
Трава растения, кроме того, содержит большое количество флавоноидов, гликозидов, аскорбиновой кислоты, каротина, витаминов группы В и различных минеральных веществ.

## Значение и применение
Эфирное масло применяется как душистое масло в парфюмерии. После отгонки эфирного масла из плодов фенхеля получают жирное масло, применяемое в технике.
Отходы после извлечения жирного масла идут на корм животным.

### Применение в кулинарии
Плоды и эфирное масло фенхеля используют в кулинарии в качестве пряной приправы к пище. Зелень фенхеля имеет очень приятный, слегка сладковатый освежающий вкус. Его употребляют в сыром виде как десерт, добавляют в салат, тушат с маслом и приправой из муки и бульона. У народов средиземноморских стран фенхель употребляют как овощ. На Кавказе листья применяют также как пряность при изготовлении национальных блюд. Сочные листья и молодые зонтики консервируют. Стебли и молодые зонтики используют при засолке овощей, плоды — в хлебопечении.

### Применение в медицине

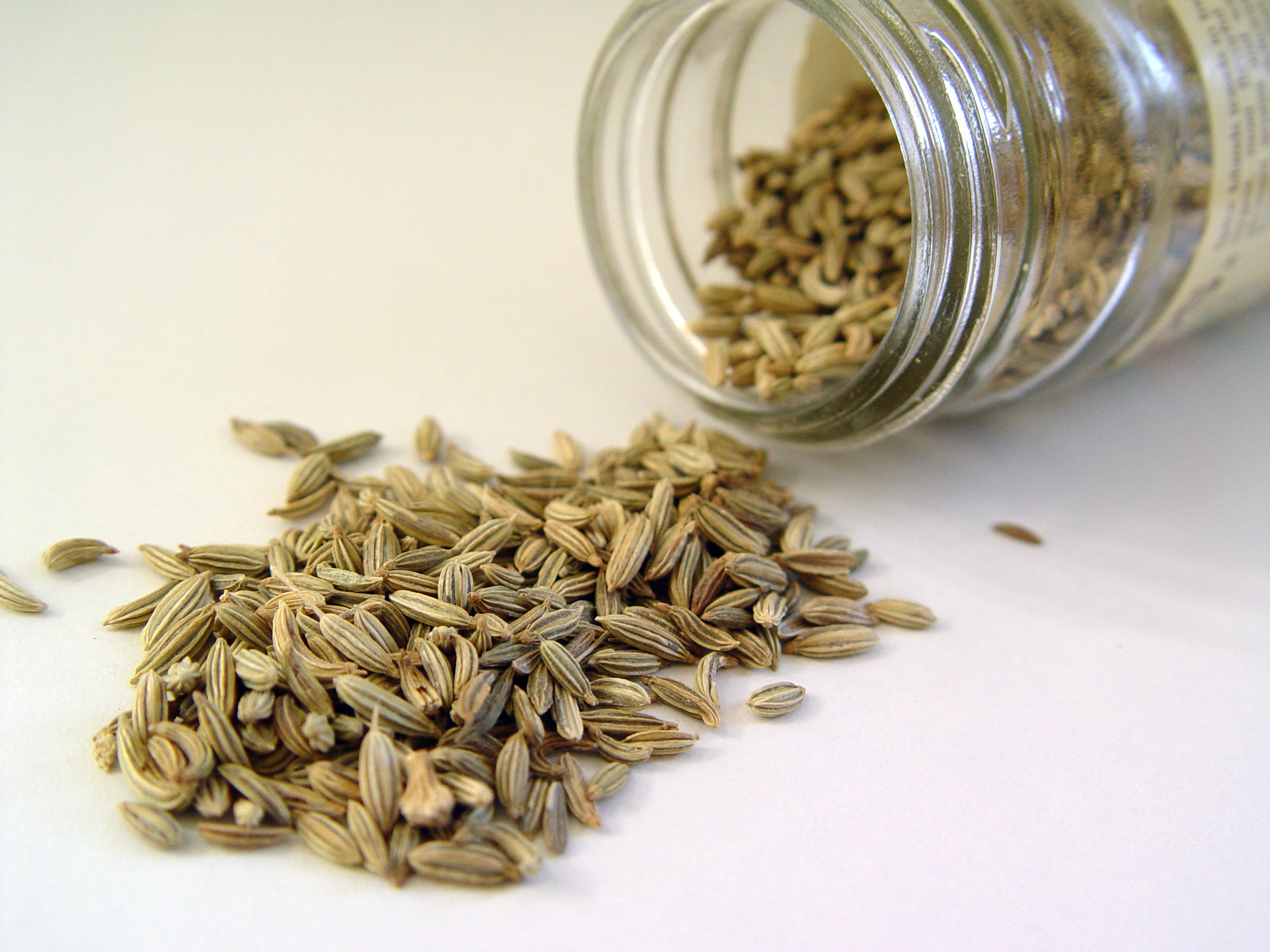
Семена фенхеля

Как лекарственное средство фенхель применяли Гиппократ и Асклепиад Вифинский (как диуретик), Диоскорид и Плиний Старший (как глазное средство), Авиценна (как отхаркивающее).
В качестве лекарственного сырья используют плод фенхеля (лат. Fructus Foeniculi) и эфирное масло (Oleum Foeniculi), добываемое из плодов. При вязке банных веников в ход идут и стебли, и листья растения.
Эфирное масло входит в состав лакричного эликсира, применяемого как противокашлевое средство. Плоды фенхеля входят в состав слабительного, ветро-, желчегонного, грудного и успокоительного сборов. Масло используют для получения укропной воды, употребляемой при метеоризме, особенно у детей.
Париться смешанным веником с включением стеблей и листьев фенхеля обыкновенного, а также использовать наружно те или иные препараты растения — настой листьев, настой плодов и другое — рекомендуется при неврастении, повышенной возбудимости центральной нервной системы, бессоннице, при воспалительных (бактериальной природы) заболеваниях кожных покровов, угрях, фурункулёзе.
Есть отчёты, что укропный чай, получаемый младенцами в течение длительного периода времени, приводил к преждевременному развитию груди у девочек. У всех четырёх испытуемых уровень эстрадиола в сыворотке крови в 15-20 раз превышал нормальные значения для их возраста.

## Токсичность
В тестах ДНК сенной палочки масло фенхеля проявило себя как генотоксин.
Эстрагол, присутствующий в эфирном масле, вызвал опухоли у животных.
Исследования на животных продемонстрировали токсические эффекты эфирного масла фенхеля на клетках плода. Однако никаких доказательств тератогенности обнаружено не было.
Величина ЛД50 для животных составляет 1326 мг/кг. Патологической токсичности в органах мёртвых животных не наблюдалось, что указывает на то, что смерть может быть вызвана дисбалансом метаболитов или токсическим воздействием на нервную систему.
В экспериментах над мышами метанольный экстракт семян фенхеля в дозах 100 мг/кг не приводил к смерти. Однако дозы до 500 мг/кг проявили себя в более выраженных побочных эффектах, включая потерю аппетита и пилоэрекцию; более высокая смертность была отмечена у 1000 мг.

## Классификация

### Таксономия
Вид Фенхель обыкновенный входит в род Фенхель (Foeniculum) семейства Зонтичные (Apiaceae) порядка Зонтикоцветные (Apiales).
|  |                                      |  |                                                             |                                                             |                     |  | ещё 8 семейств (согласно Системе APG II) | ещё 8 семейств (согласно Системе APG II) |                          |  |  |  | ещё от 1 до 9 видов |
|  |                                      |  |                                                             |                                                             |                     |  | ещё 8 семейств (согласно Системе APG II) | ещё 8 семейств (согласно Системе APG II) |                          |  |  |  | ещё от 1 до 9 видов |
|  |                                      |  |                                                             | порядок Зонтикоцветные                                      |                     |  |                                          |                                          | род Фенхель              |  |  |  |                     |
|  |                                      |  |                                                             | порядок Зонтикоцветные                                      |                     |  |                                          |                                          | род Фенхель              |  |  |  |                     |
|  | отдел Цветковые, или Покрытосеменные |  |                                                             |                                                             | семейство Зонтичные |  |                                          |                                          | вид Фенхель обыкновенный |  |  |  |                     |
|  | отдел Цветковые, или Покрытосеменные |  |                                                             |                                                             | семейство Зонтичные |  |                                          |                                          |                          |  |  |  |                     |
|  |                                      |  | ещё 44 порядка цветковых растений (согласно Системе APG II) | ещё 44 порядка цветковых растений (согласно Системе APG II) |                     |  |                                          | ещё более 300 родов                      | ещё более 300 родов      |  |  |  |                     |
|  |                                      |  |                                                             | ещё 44 порядка цветковых растений (согласно Системе APG II) |                     |  |                                          |                                          | ещё более 300 родов      |  |  |  |                     |

### Подвиды
В рамках подвида выделяют несколько подчинёных таксонов:
- Foeniculum vulgare subsp. piperitum
- Foeniculum vulgare subsp. vulgare var. azoricum
- Foeniculum vulgare subsp. vulgare var. dulce
- Foeniculum vulgare subsp. vulgare var. vulgare